# Хоукс, Говард
Говард Винчестер Хоукс (англ. Howard Winchester Hawks; 30 мая 1896, Гошен, Индиана — 26 декабря 1977, Палм-Спрингс, Калифорния) — американский кинорежиссёр, сценарист, продюсер. Брат режиссёра Кеннета Хоукса и продюсера Уильяма Б. Хоукса, троюродный брат актрисы Кэрол Ломбард.

## Биография
Говард Винчестер Хоукс родился 30 мая 1896 года в Гошене (Индиана) в семье бумажного фабриканта Фрэнка Хоукса и его жены Элен. В 1906—1908 годах учился в средней школе, в 1908—1913 годах — в университете Пасадены (Калифорния), в 1914 году — в академии Филлипса в Эксетере (Массачусетс), в 1915—1917 годах — в Корнеллском университете (штат Нью-Йорк). Получил диплом инженера. В 1917—1919 годах служил в авиационной службе армии США; прошёл курс военной подготовки в Техасе; получил звание лейтенанта. В 1920—1925 годах был автогонщиком, конструктором на авиационном заводе.
В 1916—1917 годах во время каникул работал в сценарном отделе студии Феймоус Плейерс-Ласки (позднее Парамаунт). В 1919—1921 годах был независимым продюсером двухчастевых фильмов Алана Дуэна, Маршалла Нейлана, Аллена Холубара. В 1922—1924 годах служил в сценарном отделе Парамаунт; участвовал в работе над сценариями более 60 фильмов; приобрёл, в частности, права на рассказы Джозефа Конрада и Джека Лондона. В 1924 году перешёл на MGM, так как Ласки не давал ему заниматься режиссурой. В 1925 году перешёл к Уильяму Фоксу, который предложил ему режиссёрский контракт. (По другим источникам, между 1922 и 1924 Хоукс работал в качестве независимого продюсера, а с 1924 по 1926 год — в сценарном отделе Парамаунт.)
В 1926 году снял первый фильм в качестве режиссёра — «Путь к славе» по собственному сценарию. Подлинный успех пришёл к нему со звуковым кино, а в 1932 году он снял один из самых известных своих фильмов — «Лицо со шрамом», который Жан-Люк Годар назвал лучшим американским фильмом звуковой эры. В 1994 году лента была занесена в Национальный реестр наиболее значимых фильмов и она также входит в число лучших гангстерских фильмов по версии AFI.
Хоукс участвовал в работе над сценариями всех своих фильмов и легко переходил от одного жанра к другому. Он сам называл себя ремесленником от кино, добавляя при этом: «Я рассказчик — это главное качество для режиссера». В 1975 году получил почётного «Оскара» за вклад в киноискусство.
Жак Риветт в статье «Гений Ховарда Хоукса» (1953) отмечал амбивалентность творчества режиссёра, которое в равном соотношении можно поделить на комедии и драмы: «Ещё более примечательным является слияние этих двух элементов таким образом, что каждый из них, не повредив другому, подчеркивает взаимосвязь — один элемент обостряет другой и наоборот». В 1976 году в интервью журналу Interview Франсуа Трюффо говорил, что в Хоуксе привлекает разнообразие его работ: «Он снял лучший гангстерский фильм – «Человек со шрамом», лучший детективный фильм – «Глубокий сон», лучший фильм о военной авиации – «ВВС», лучший фильм о гражданской авиации – «Только у ангелов есть крылья», два лучших вестерна – «Красная река» и «Большое небо», ну и лучшую комедию – «Воспитание крошки».
Хоукс был также авиатором, автогонщиком, яхтсменом, селекционером-конезаводчиком, горным лыжником, рыболовом, охотником, плотником, коллекционером старинного оружия, архитектором, собирателем западной живописи и гравюры, ювелиром, конструктором гоночных авто и самолетов.
Умер 26 декабря 1977 года в своём доме в Палм-Спрингсе от атеросклеротического сосудистого заболевания и инсульта. Был кремирован, а пепел развеян в пустыне возле Калимейса, Калифорния.
В 2018 году производное прилагательное от фамилии режиссёра Hawksian было включено в Оксфордский словарь английского языка.

## Фильмография
- 1926 — Дорога к славе / The Road to Glory
- 1926 — Фиговые листья / Fig Leaves
- 1927 — Похитители младенцев / The Cradle Snatchers
- 1927 — Любовь за плату / Paid to Love
- 1928 — Девушка в каждом порту / A Girl in Every Port
- 1928 — Фазиль / Fazil
- 1928 — Цирк в воздухе / The Air Circus
- 1929 — Последнее дело Трента / Trent’s Last Case
- 1930 — Утренний патруль / The Dawn Patrol
- 1931 — Уголовный кодекс / The Criminal Code
- 1932 — Лицо со шрамом / Scarface
- 1932 — Толпа ревёт / The Crowd Roars
- 1932 — Толпа ревёт / La Foule Hurle(совместно с John Daumery) французская версия The Crowd Roars
- 1932 — Тигровая акула / Tiger Shark
- 1933 — Сегодня мы живём / Today We Live
- 1933 — Боксёр и дама / The Prizefighter and the Lady (совместно с В. С. ван Дайком)
- 1934 — Вива Вилья! / Viva Villa!
- 1934 — Двадцатый век / Twentieth Century
- 1935 — Варварское побережье / Barbary Coast
- 1936 — Высота ноль / Ceiling Zero
- 1936 — Дорога к славе / The Road to Glory
- 1936 — Приди и владей / Come and Get It
- 1938 — Воспитание крошки / Bringing up Baby
- 1939 — Только у ангелов есть крылья / Only Angels Have Wings
- 1940 — Его девушка Пятница / His Girl Friday
- 1941 — Сержант Йорк / Sergeant York
- 1941 — С огоньком / Ball of Fire
- 1943 — Военно-воздушные силы / Air Force
- 1943 — Вне закона / The Outlaw
- 1943 — Корвет K-225 / Corvette K-225
- 1944 — Иметь и не иметь / To Have and Have Not
- 1946 — Глубокий сон / The Big Sleep
- 1948 — Красная река / Red River (совместно с А. Россоном)
- 1948 — Рождение песни / A Song Is Born
- 1949 — Я был военной невестой / I Was a Male War Bride
- 1951 — Нечто из иного мира / The Thing from Another World (совместно с К. Найби)
- 1952 — Большое небо / The Big Sky
- 1952 — Мартышкин труд / Monkey Business
- 1952 — Вождь краснокожих и другие… / O. Henry’s Full House (эпизод Вождь краснокожих)
- 1953 — Джентльмены предпочитают блондинок / Gentlemen Prefer Blondes
- 1955 — Земля Фараонов / Land of the Pharaohs
- 1959 — Рио Браво / Rio Bravo
- 1962 — Хатари! / Hatari!
- 1964 — Любимый спорт мужчин? / Man’s Favorite Sport?
- 1965 — Красная линия 7000 / Red Line 7000
- 1967 — Эльдорадо / El Dorado (ремейк фильма «Рио Браво»)
- 1970 — Рио Лобо / Rio Lobo